# Hello Brother
Hello Brother è un film del 1999, diretto da Sohail Khan.

## Colonna sonora
1. Salman Khan, Alka Yagnik – Chandi Ki Daal Par – 5:57
2. Sonu Nigam, Hema Sardesai – Area Ka Hero – 4:18
3. Babul Supriyo, Jaspinder Narula – Hata Sawan Ki Ghata – 4:21
4. Alka Yagnik, Kumar Sanu – Teri Chunariya – 5:48
5. Alka Yagnik, Udit Narayan – Chupke Se Koi – 5:39
6. Jaspinder Narula, Sonu Nigam, Kamaal Khan – Hello Brother – 5:15